# Schloss Tollet
Das Schloss Tollet ist ein Renaissanceschloss in der Gemeinde Tollet und liegt zwei Kilometer nordwestlich von Grieskirchen.

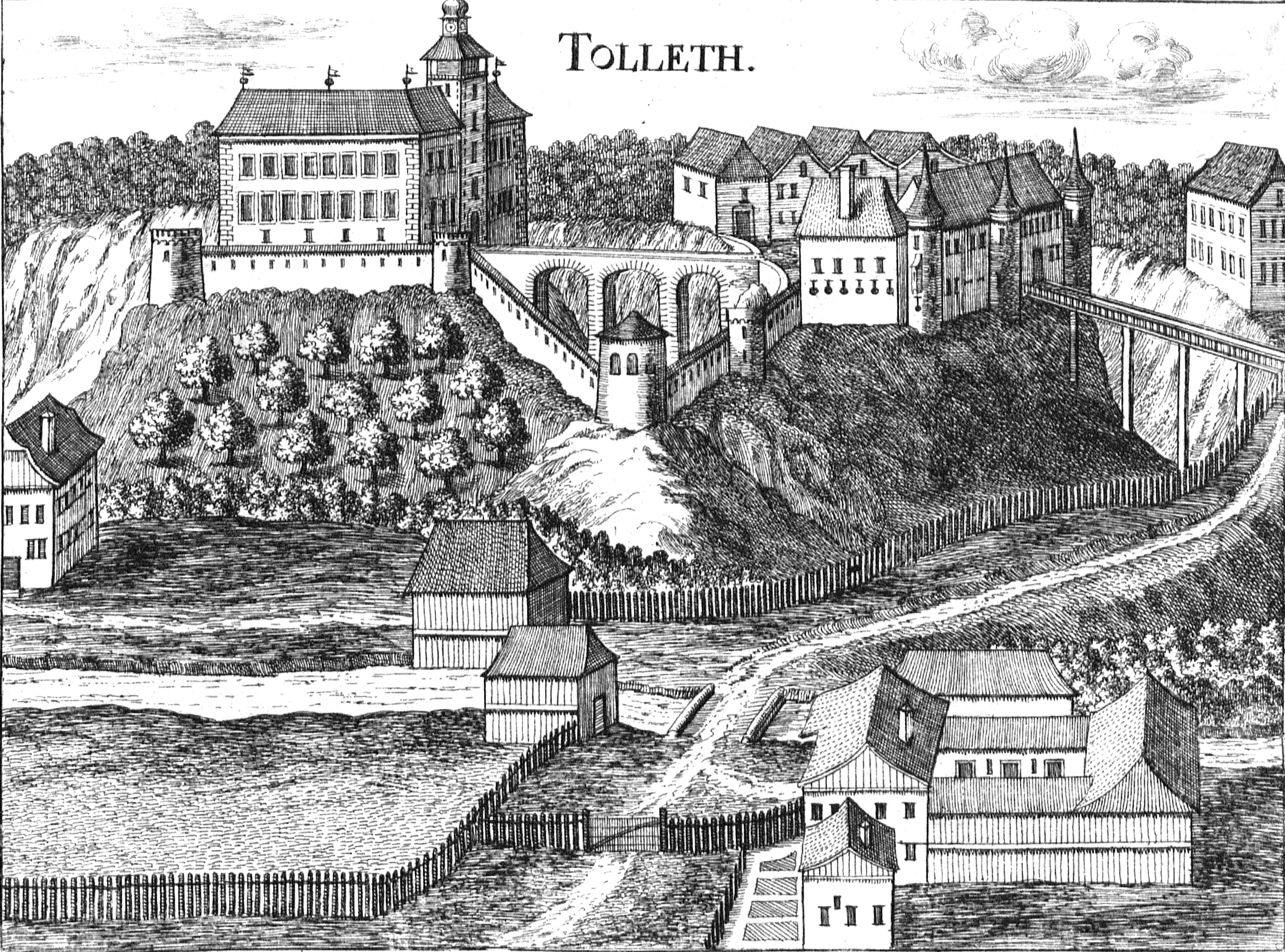
Schloss Tollet nach einem Stich von Georg Matthäus Vischer von 1674

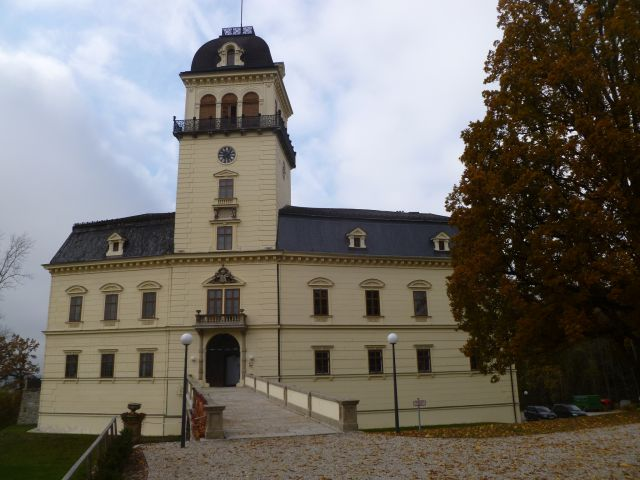
Schloss Tollet heute

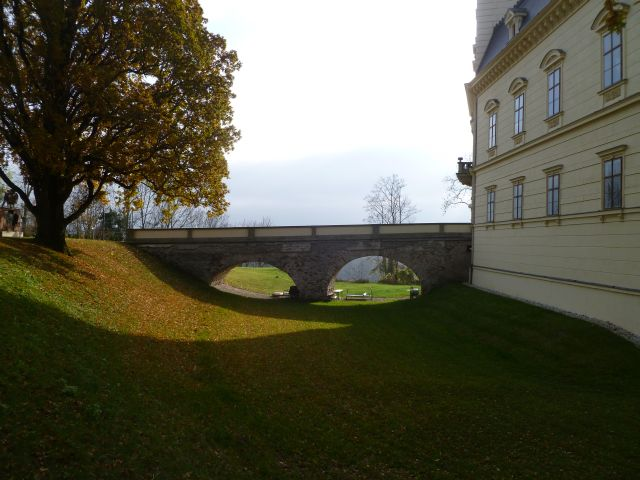
Brücke zum Eingang von Schloss Tollet

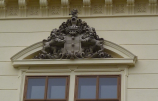
Wappen der Familie Revertera-Salandra am Schlossturm Tollet

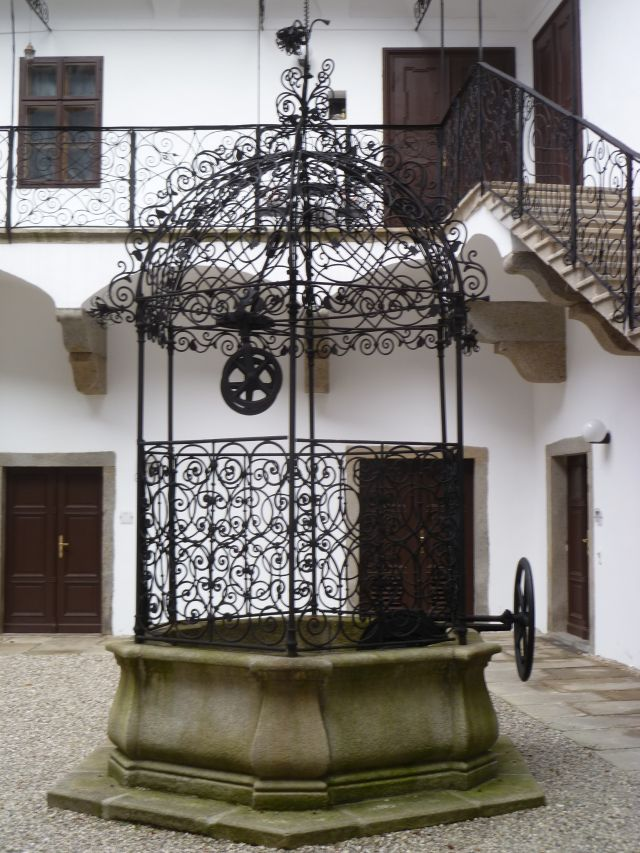
Brunnen im Innenhof von Schloss Tollet

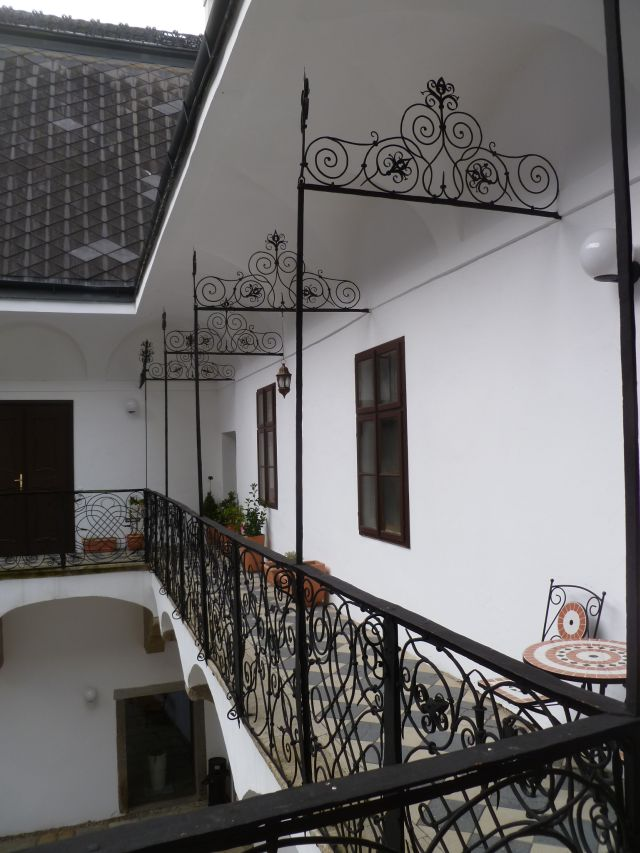
Galerie im Innenhof von Schloss Tollet

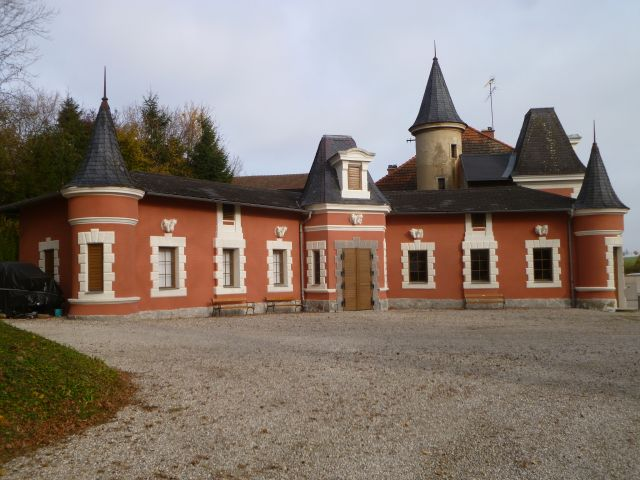
Pferdestall im englischen Stil von Schloss Tollet

## Geschichte des Schlosses
Tollet war ein Lehen von Ort bei Gmunden an die Tolleter. Die erste Befestigungsanlage auf einem Hügel über dem Trattnachtal wurde von Ortlof von Tollet im Jahre 1170 erbaut. Die Tolleter waren ein Ministerialengeschlecht der steirischen Otakare. Ortlof von Tollet wurde zum Namensgeber des ersten Sitzes und später auch der ganzen Ansiedlung. Nach dem Aussterben der Tolleter fiel die Burg 1273 an die Herrschaft Ort zurück. Erweitert wurde die Anlage, als sie 1331 in den Besitz der Lerbühler kam, die vermutlich wie der erste Besitzer dem Ritterstand angehörten und Tollet zu Lehen von Ort am Traunsee bekamen und auch Parz besaßen. Bereits 1330 sollte die Burg mit Genehmigung des Landesfürsten, Herzog Friedrich des Schönen, weiter ausgebaut werden, doch erfolgte dies nicht, da gleichzeitig die Burg Trattenegg, die günstiger lag, bevorzugt wurde. Nach den Lerbühlern kamen die nächsten Besitzer aus dem Geschlecht der Jörger von Tollet, denn Dietmut von Lerbühler hatte im 14. Jahrhundert Helmhart IV. Jörger geheiratet.
Die Jörger waren ein in der Gegend ansässiges Adelsgeschlecht. Ursprünglich stammten sie aus St. Georgen bei Tollet, wo ihre ersten Burgen standen. Tollet kam als Heiratsgut zweimal in andere Hände, fiel aber auf dem Erbwege immer wieder an die Familie der Jörger zurück. Diese stiegen im Laufe der Zeit zu hohen Ämtern im Staat auf und erwarben große Besitztümer. Der vermutlich berühmteste Vertreter der Tolleter Linie der Jörger war Wolfgang Jörger IV., der als persönlicher Freund Kaiser Maximilians I. 1513 zum Hauptmann ob der Enns wurde. Seine Frau Dorothea und seine Kinder hatten sich früh zum Protestantentum bekehren lassen. Dies lag daran, dass Wolfgang Jörgers Söhne in Deutschland studierten und dort Luther persönlich kennenlernten. Dorothea stand nach dem Tod ihres Mannes in Briefkontakt mit Martin Luther, dieser sandte ihr auch den ersten lutherischen Prediger Oberösterreichs, Michael Stifel, nach Tollet; dieser hat u. a. für den 19. Oktober 1533 den Weltuntergang prophezeit, womit er wie so viele andere Unrecht hatte. Der protestantische Glaube war für die Jörger so wichtig, dass sie ihn selbst in der Zeit der Gegenreformation mit allen Mitteln zu verteidigen suchten. Das Festhalten an Luthers Lehren sollte letztendlich zum Untergang des Geschlechtes führen.
Hans V. Jörger von Tollet ließ das Schloss zwischen 1601 und 1611 im Stil der Renaissance neu erbauen. Sein Name findet sich auch im Stuck des Festsaales im ersten Stock. Allerdings war er Vertreter der evangelischen Stände und stelle sich offen gegen die Pläne zur Rekatholisierung Kaiser Ferdinands, er lehnte sogar die Huldigung der katholischen Majestät ab. So wurde er wegen Hochverrates angeklagt. Sein Leben konnte er durch ein Bittgesuch zwar retten, verlor aber fast seinen ganzen Besitz, darunter auch sein Stammschloss Tollet. Tollet ging daraufhin um 1625 zu einem Schleuderpreis an einen Feind der Protestanten, den bayerischen Statthalter von Oberösterreich, Adam Graf von Herberstorff, der durch das Frankenburger Würfelspiel fragwürdige Berühmtheit erlangt hatte. Die Witwe des Herberstorffs verkaufte die Herrschaft 1637 an Wenzel Reichhard von Sprinzenstein; im Besitz dieser Familie blieb das Schloss bis 1771, als Franz II. von Sprinzenstein das Schloss um 150.000 fl an Philibert Graf Fieger von Hirschberg verkaufte. 1738 wurde die Kapelle als Marienkapelle durch den Bischof von Passau geweiht.
Die Fieger von Hirschberg behielten Tollet bis 1809. Nach weiteren Besitzerwechseln (Bocella, Stremayr) kam das Schloss 1845 an den Grafen Anton Revertera y Salandra.
Unter den Reverteras wurden Maßnahmen zur Renovierung der Anlage getroffen. So wurde eine Straßenkehre statt der äußerst steilen Steigung unterhalb des Schlosses angelegt, das Schloss außen neu verputzt. 1869 wurde neben der Taverne über dem aufgefüllten Burggraben ein Stallgebäude nach englischem Muster erbaut. Die anderen Nebengebäude wurden abgerissen. Unter Friedrich Revertera wurde statt des steilen Satteldaches ein Dach mit Steil- und Flachflächen aufgesetzt, der Turm aufgestockt und etwas umgeformt. Im Großen und Ganzen blieb der Charakter des Baues aber seit der Renaissance erhalten. Die Abschlussgitter des Hofumganges stammen aus dem Jahr 1607 und umfassen 48 Felder mit 46 verschiedenen Motiven.

## Gegenwart
Der Lage nach ist Schloss Tollet noch als Burg zu erkennen, allerdings war dies damals keine Burg im heutigen Sinn, sondern vermutlich ein befestigter Holzbau mit Palisaden und Gräben. Von der wehrhaften Burg ist nichts mehr vorhanden, da diese abgetragen und 1607 zu einem Schloss umgebaut wurde. Der Turm des Schlosses ruht noch auf Fundamenten der Vorgängerburg, die Frontmauerzüge der vierkantigen Anlage bergen vermutlich ebenfalls Reste der ursprünglichen Ringmauer. Um einen quadratischen Innenhof gruppieren sich vier Wohnflügel zu einer geschlossenen Einheit. Im Innenhof befindet sich ein Brunnen mit stilisiertem schmiedeeisernem Brunnenkorb. Um den ersten Stock verläuft eine Galerie, über die man über eine Außentreppe gelangen kann, ebenfalls mit einem schmiedeeisernen Geländer versehen. Die ebenerdigen Räume, in denen sich heute die Gemeindeverwaltung von Tollet befindet, sind durchwegs original aus dem 17. Jahrhundert. Von der ursprünglichen Ausstattung hat sich im ehemaligen Speisesaal eine Stuckdecke aus dem Jahr 1609 erhalten, deren Inschrift und Wappen sich auf Hans Jörger beziehen. Im Obergeschoß gibt es noch zwei weitere Stuckdecken aus der zweiten Hälfte des 17. Jahrhunderts. Am Turm findet sich auch das Wappen der Revertera-Salandra, das von zwei Löwen gehalten wird.
Zur Anlage gehört ein großer Park, der sich den Hügel hinabzieht. Vor dem Schloss liegen die Wirtschaftsgebäude, darunter recht bemerkenswerte Pferdeställe. Zu Beginn des 18. Jahrhunderts wurde der Turm des Schlosses umgebaut, das Zifferblatt der Turmuhr ist eine Nachbildung der Landhaus-Turmuhr in Linz. Der zwei- bis dreigeschoßige Renaissancebau wurde gegen Ende des 19. Jahrhunderts im Zeitgeschmack völlig umgestaltet.
In den Jahren des Zweiten Weltkrieges war Schloss Tollet von der deutschen Regierung beschlagnahmt. In ihm wurde zuerst eine Schule für Arbeitsführerinnen und später ein Lazarett untergebracht. Nach dem Krieg diente es vorübergehend als Durchgangslager für Flüchtlinge sowie als Kaserne für eine amerikanische Panzereinheit. Die Familie Revertera-Salandra verpachtete das Schloss von 1947 bis etwa 1976 an die Oberösterreichische Landwirtschaftskammer, die hier eine bäuerliche Bildungsstätte einrichtete. Das Schloss drohte in den 1980er-Jahren zu verfallen (Teile des Daches waren schon eingestürzt). Im Jahr 2002 wurde Schloss Tollet von AREV Immobilien erworben, und es wurde mit der Renovierung begonnen, die 2009 ihren Abschluss fand.
In den sanierten Räumlichkeiten des Museums in Schloss Tollet hat der Bezirksheimathausverein eine Präsentation über das Adelsgeschlecht der Jörger von Tollet zusammengestellt, um einen Beitrag zur OÖ-Landesausstellung „Renaissance und Reformation“ zu leisten. 2010 hat hier die Ausstellung „Standpunkte – Die Jörger von Tollet und ihre Zeit“ stattgefunden.
Im ersten Stock sind heute acht Wohnungen untergebracht. Im Erdgeschoß befinden sich das Gemeindeamt von Tollet sowie der Bezirksheimathausverein. Das Schloss ist heute im Besitz der Gemeinde Tollet, der Wohnungseigentümer sowie der Familie Revertera-Salandra.